# Bernd Michael Fischer

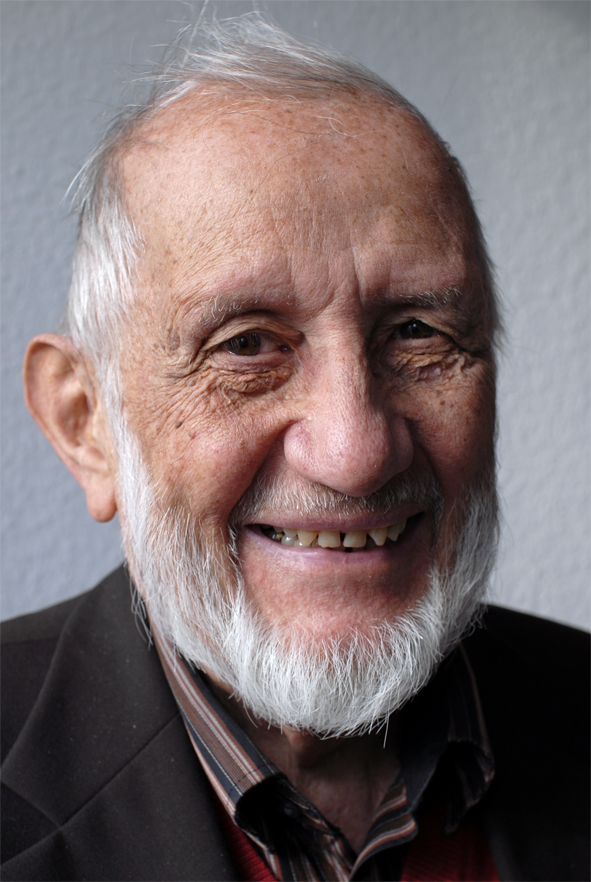
Bernd Michael Fischer (2013)

Bernd Michael Fischer (* 21. Mai 1939 in Karlsruhe) ist ein deutscher Geriatriker.

## Leben und Karriere
Bernd Fischer studierte Medizin und promovierte 1966 an der Universität Heidelberg. 1975 wurde er am Klinikum Mannheim habilitiert. Von 1976 bis 2002 war er Chefarzt der Rehabilitationsklinik Klausenbach der Landesversicherungsanstalt Baden. 1982 wurde er von der Universität Heidelberg zum außerplanmäßigen Professor ernannt.
Er ist Begründer des integrativen/interaktiven Hirnleistungstrainings IHT und des „Brainjogging“ sowie Mitbegründer des Gehirnjoggings. Er war Begründer und Chefarzt der Memory-Klinik Nordrach-Klausenbach. Er ist Autor, Koautor von mehr als 100 Büchern und ca. 400 Veröffentlichungen.
Fischer war Gründungsmitglied der Deutschen Gesellschaft für Geriatrie und Vorsitzender des Verbandes der Gehirntrainer Deutschlands (VGD).

## Werke (Auswahl)
- Biochemie hepatischer Encephalopathien.
- Selber denken macht fit.
- Vitalitätskonzept nach Prof.B. Fischer; Definition und Training; Tabellen, Diagramme, Überblicke.
- Der Unterschied zwischen Geist und Computer
- Bewusstsein und Denken, Was ist das? Teil I
- Bewusstsein und Denken, Was ist das? Teil II
- Alle „Lerne zu lernen“ Regeln. Teil III
- Alle „Lerne zu lernen“ Regeln. Teil IV
- Erfolgreiche Kommunikation mit dementen Menschen. 2 Bände.
- Musik und geistige Leistungsfähigkeit.